# José Luis Guarner
José Luis Guarner Alonso (1937-1993) fue un crítico de cine y escritor español.

## Biografía
Nació en Barcelona en 1937. Hijo de José Guarner, oficial del Ejército republicano durante la Guerra Civil Española. Al final de la contienda la familia hubo de exiliarse en México. José Luis llegó a realizar estudios de ingeniería y filosofía y letras, aunque no los concluyó. A lo largo de su vida se especializó como crítico de cine, publicando varias obras sobre cine. Dirigió la Enciclopedia del Cine editada por la editorial Labor, y que llegó a publicar cuatro volúmenes. También llegó a trabajar como guionista para directores como Vittorio Cottafavi y Vicente Aranda. Ha pasado a la historia como uno de los principales críticos de cine españoles.
Colaboró con publicaciones como Film Ideal —en la que fue crítico y redactor—, La Ballena Alegre, Estafeta Literaria, Fotogramas, Filmcrítica, Film Guide o Movie, y con periódicos como Cataluña Express, La Vanguardia o El Periódico. También fue crítico de cine en varios programas de TVE.
Falleció en Barcelona el 3 de noviembre de 1993, víctima de un cáncer.

## Obras
- —— (1962). La nueva frontera del color. Rialp [junto a José María Otero].
- —— (1969). Antología de la literatura fantástica española. Editorial Bruguera.
- —— (1971). 30 años de cine en España. Barcelona: Kairós.
- —— (1972). Diálogos casi socráticos con Roberto Rossellini. Anagrama [junto a José Oliver].
- —— (1972). Buster Keaton contra la infección sentimental. Anagrama [junto a José Oliver].
- —— (1978). Conocer Visconti y su obra. DOPESA.
- —— (1985). Roberto Rossellini. Madrid: Fundamentos.
- —— (1993). Historia del cine americano 3. Muerte y transfiguración. Laertes.